# The Night Before Christmas
The Night Before Christmas er en amerikansk stumfilm fra 1905 af Edwin S. Porter.